# Beurey-sur-Saulx
Beurey-sur-Saulx är en kommun i departementet Meuse i regionen Grand Est (tidigare regionen Lorraine) i nordöstra Frankrike. Kommunen ligger i kantonen Revigny-sur-Ornain som tillhör arrondissementet Bar-le-Duc. År 2022 hade Beurey-sur-Saulx 418 invånare.

## Befolkningsutveckling
Antalet invånare i kommunen Beurey-sur-Saulx
| Referens: INSEE |